# Leandro Paredes
Pour les articles homonymes, voir Paredes.
Leandro Daniel Alan Benitez Paredes, couramment appelé Leandro Paredes, né le 29 juin  1994 à San Justo, est un footballeur international argentin qui évolue au poste de milieu de terrain à Boca Juniors.   
Avec l'Argentine, il est sacré champion du monde en 2022 à la Coupe du monde au Qatar.

## Biographie

### Carrière en club

#### Boca Juniors (2010-2014)
Paredes fait ses débuts professionnels sous les couleurs de Boca Juniors au côté de Juan Román Riquelme qui est son idole et qui le désigne comme son successeur. Il a rapidement séduit les supporters du club par son style de jeu mais surtout par ses performances lors des Superclásico contre River Plate.

#### AS Rome (2014-2017)
Après avoir connu quelques difficultés à Boca Juniors (notamment par manque de régularité), il s'engage le 1er juillet 2014 avec l'AS Rome où il est prêté pour un an avec une option d'achat obligatoire de 6 millions d'euros. Son transfert est donc définitivement acté à l'été 2015.
Durant sa première saison dans la capitale italienne, il joue peu (13 matchs), dans une équipe qui se classe seconde de Serie A. L'entraineur Rudi Garcia ne comptant pas immédiatement sur lui, il est prêté la saison suivante à Empoli, où il est très souvent titulaire.
Il revient à la Roma pour disputer une saison 2016-2017 pleine, avec 41 matchs toutes compétitions confondues, sous les ordres de Luciano Spalletti.

#### Zénith Saint-Petersbourg (2017-2019)
Au terme de la saison 2016-2017, la Roma est dans la nécessité de vendre plusieurs cadres de son effectif. C'est ainsi qu'il s'engage le 1er juillet 2017 avec le Zénith Saint-Pétersbourg pour quatre années et un transfert évalué à 27 millions d'euros. Ses entraîneurs Roberto Mancini, puis Sergueï Semak en font un rouage essentiel de l'équipe au poste de numéro 6 devant la défense.

#### Paris Saint Germain (2019-2022)
Le 29 janvier 2019, à quelques jours de la fin du mercato il rejoint le Paris Saint-Germain pour une durée de quatre ans et demi. Il récupère le numéro 8, porté précédemment par Thiago Motta. Le montant du transfert est estimé à 47 millions d'euros. Thomas Tuchel le lance pour son premier match officiel sous le maillot parisien contre l'Olympique lyonnais, contre qui il entre en jeu à la 79e minute de jeu. Sous le maillot parisien, il retrouve la Ligue des champions le 12 février 2019 contre Manchester United, remplaçant Marco Verratti à la 74e minute de jeu.
À l'issue de sa première demi-saison parisienne, il remporte le titre de champion de France.
Le 11 décembre 2019, il est titulaire pour la première fois en Ligue des champions avec le Paris Saint-Germain contre Galatasaray.
Le 29 janvier 2020, un an jour pour jour après sa signature dans la capitale, il porte le brassard de capitaine lors d'un déplacement à Pau en Coupe de France, et marque son premier but sous les couleurs parisiennes.
Après des débuts poussifs, à l’image de son erreur causant la défaite de son équipe dans les derniers instants du match à Montpellier en avril 2019, où il n’est qu’un joueur de rotation d’effectif, ayant peu de temps de jeu et n’entrant que dans les dernières minutes des matchs, il se fait peu à peu une place dans l’effectif parisien jusqu’à y devenir un titulaire indiscutable.
D’abord écarté par Thomas Tuchel lors du match aller de 1/8 de finale de Ligue des champions le 19 février 2020 à Dortmund, il va profiter de la suspension de Marco Verratti pour s’offrir une place de titulaire lors du match retour au Parc des Princes le 11 mars 2020. Au cours de celui-ci, il se distingue principalement dans l’impact physique, répondant notamment à l’agressivité et aux provocations du milieu adverse Emre Can.
Quelques jours avant le Final 8  qui a lieu à Lisbonne en août 2020, Marco Verratti se blesse au mollet à la suite d'un choc avec Choupo-Moting à l’entraînement. Paredes sera donc aligné pour le reste de la compétition durant laquelle il se distingue par ses nombreuses récupérations au milieu de terrain, mais également par sa qualité de passes pour Neymar Jr et Kylian Mbappe, capable de diviser le bloc adverse.
Au cours de la saison 2020-2021, il confirme ses bonnes prestations et gagne une place de plus en plus importante sous les ordres de Thomas Tuchel malgré quelques blessures et suspensions. Lors de la trêve hivernale, l’arrivée du technicien argentin Mauricio Pochettino sur le banc du PSG provoque un grand bouleversement sur le plan personnel.
Bien qu’il y ait une forte concurrence au milieu de terrain, il fera notamment de Paredes une pièce maîtresse de son effectif en l’alignant dans un poste de numéro 6 en 4-2-3-1. Ce positionnement fut l’un des vecteurs principaux du large succès 1-4  contre le FC Barcelone au Camp Nou le 16 février 2021, au cours duquel il réalise une prestation XXL, délivrant notamment une ouverture majestueuse pour Alessandro Florenzi sur le 2e but de Kylian Mbappe (auteur d’un triplé historique ce soir-là). Il est également le tireur du coup franc amenant le but du 1-3 de Moise Kean. Après le match, sa prestation fut notamment saluée par son coéquipier et grand ami Neymar Jr qui tweete «Quel crack ».
Également titulaire au match retour le 10 mars 2021, il se fait malheureusement suspendre pour le 1/4 de finale aller contre le Bayern Munich pour avoir récolté un carton jaune à l’heure de jeu après un tacle sur Lionel Messi. Revenu pour le match retour le 13 avril au Parc des Princes, il est aligné aux côtés d’ Idrissa Gueye. Il réalise à nouveau une performance de grande classe au milieu de terrain, auteur de nombreux tacles de récupérations et à l’origine de sorties de balles précieuses, amenant avec brio la qualification en 1/2 finale de LDC contre Bayern Munich .
Il inscrit un coup franc magnifique lors de la large victoire 1-4 à Strasbourg le 10 avril 2021.

##### Prêt à la Juventus FC puis départ à l'AS Rome (2022-)
Le 31 août 2022, il est prêté pendant une saison avec option d'achat à la Juventus, que le club ne lève pas à l'issue de la saison. 
À l'issue de la saison, il retourne au sein du club parisien mais est dans la foulée vendu à l'AS Rome, paraphant un contrat de 2 ans.

### En sélection argentine

#### Avec les A (depuis 2017)
Le 13 juin 2017, Paredes est lancé par Jorge Sampaoli pour sa première sélection en équipe d'Argentine. Contre Singapour, il marque un but et réussit une passe décisive (victoire 6-0). Il n'est pas retenu pour la Coupe du monde 2018.
Le 11 novembre 2022, il est sélectionné par Lionel Scaloni pour participer à la Coupe du monde 2022.
En mai 2024, il figure sur une liste élargie de 29 joueurs convoqués par Lionel Scaloni en vue de la Copa América 2024 puis il fait partie de la liste définitive de 26 joueurs publiée le 15 juin,.

## Style de joueur
Doté d'un très bon pied droit, Paredes débute à Boca Juniors et joue au poste de milieu offensif. Il est très vite comparé à Juan Roman Riquelme par leur style de jeu très proche. Par la suite il est transféré en Europe et plus précisément à la Roma où il est tout d'abord prêté au Chievo Verone puis à Empoli. C'est dans ce dernier club qu'il se révèle notamment grâce à l'entraîneur Marco Giampaolo qui le place devant la défense en tant qu'organisateur. C'est à ce poste de numéro 6 qu'il va poursuivre sa carrière et réaliser ses plus brillantes performances.
Sous pression, il peut être comparé à un joueur comme Marco Verratti et il est ainsi très compliqué de lui prendre le ballon dans les pieds. Il est surtout utile en  phase de construction par sa qualité de passe (que ce soit en passe au sol ou en passe longue aérienne) et surtout par son excellente vision du jeu (qui peut rappeler celle de Thiago Motta ou encore de Sergio Busquets). C'est un joueur très créatif et très dangereux mais il souffre cependant de quelques défauts comme notamment son manque de culture défensive (que ce soit par son volume de course ou encore dans les duels ; mais il compense énormément de par sa grande maîtrise du tacle glissé). Il est également décrié pour son vice, ses protestations régulières envers le corps arbitral et sa faculté à provoquer la colère chez ses adversaires.

## Statistiques

### En club
| Saison                | Club                     | Championnat           | Championnat | Championnat | Championnat | Coupe nationale | Coupe nationale | Coupe nationale | Coupe de la Ligue | Coupe de la Ligue | Coupe de la Ligue | Supercoupe | Supercoupe | Supercoupe | Compétition(s) continentale(s) | Compétition(s) continentale(s) | Compétition(s) continentale(s) | Compétition(s) continentale(s) | Total | Total | Total |
| Saison                | Club                     | Division              | M.          | B.          | P.d.        | M.              | B.              | P.d.            | M.                | B.                | P.d.              | M.         | B.         | P.d.       | Comp.                          | M.                             | B.                             | P.d.                           | M.    | B.    | P.d.  |
| 2010-2011             | Boca Juniors             | Primera División      | 1           | 0           | 0           | -               | -               | -               | -                 | -                 | -                 | -          | -          | -          | -                              | -                              | -                              | -                              | 1     | 0     | 0     |
| 2011-2012             | Boca Juniors             | Primera División      | 3           | 0           | 0           | 1               | 0               | 0               | -                 | -                 | -                 | -          | -          | -          | CS                             | 1                              | 0                              | 0                              | 5     | 0     | 0     |
| 2012-2013             | Boca Juniors             | Primera División      | 20          | 4           | 1           | -               | -               | -               | -                 | -                 | -                 | 1          | 0          | 0          | -                              | -                              | -                              | -                              | 21    | 4     | 1     |
| 2013-2014             | Boca Juniors             | Primera División      | 4           | 1           | 0           | -               | -               | -               | -                 | -                 | -                 | -          | -          | -          | -                              | -                              | -                              | -                              | 4     | 1     | 0     |
| Sous-total            | Sous-total               | Sous-total            | 28          | 5           | 1           | 1               | 0               | 0               | -                 | -                 | -                 | 1          | 0          | 0          | -                              | 1                              | 0                              | 0                              | 31    | 5     | 1     |
| 2013-2014             | Chievo Vérone (prêt)     | Serie A               | 1           | 0           | 0           | -               | -               | -               | -                 | -                 | -                 | -          | -          | -          | -                              | -                              | -                              | -                              | 1     | 0     | 0     |
| 2014-2015             | AS Rome                  | Serie A               | 10          | 1           | 0           | 2               | 0               | 1               | -                 | -                 | -                 | -          | -          | -          | C3                             | 1                              | 0                              | 0                              | 13    | 1     | 1     |
| 2016-2017             | AS Rome                  | Serie A               | 27          | 3           | 1           | 4               | 0               | 0               | -                 | -                 | -                 | -          | -          | -          | C1+C3                          | 2+8                            | 0                              | 0                              | 41    | 3     | 1     |
| Sous-total            | Sous-total               | Sous-total            | 37          | 4           | 1           | 6               | 0               | 1               | -                 | -                 | -                 | -          | -          | -          | -                              | 11                             | 0                              | 0                              | 54    | 4     | 2     |
| 2015-2016             | Empoli FC (prêt)         | Serie A               | 33          | 2           | 1           | -               | -               | -               | -                 | -                 | -                 | -          | -          | -          | -                              | -                              | -                              | -                              | 33    | 2     | 1     |
| 2017-2018             | Zénith Saint-Pétersbourg | Premier-Liga          | 28          | 4           | 5           | 1               | 1               | 0               | -                 | -                 | -                 | -          | -          | -          | C3                             | 10                             | 1                              | 2                              | 39    | 6     | 7     |
| 2018-2019             | Zénith Saint-Pétersbourg | Premier-Liga          | 15          | 3           | 2           | -               | -               | -               | -                 | -                 | -                 | -          | -          | -          | C3                             | 7                              | 1                              | 1                              | 22    | 4     | 3     |
| Sous-total            | Sous-total               | Sous-total            | 43          | 7           | 7           | 1               | 1               | 0               | -                 | -                 | -                 | -          | -          | -          | -                              | 17                             | 2                              | 3                              | 61    | 10    | 10    |
| 2018-2019             | Paris Saint-Germain      | Ligue 1               | 16          | 0           | 2           | 4               | 0               | 0               | -                 | -                 | -                 | -          | -          | -          | C1                             | 2                              | 0                              | 0                              | 22    | 0     | 2     |
| 2019-2020             | Paris Saint-Germain      | Ligue 1               | 17          | 0           | 0           | 5               | 1               | 0               | 4                 | 0                 | 0                 | 1          | 0          | 0          | C1                             | 6                              | 0                              | 0                              | 33    | 1     | 0     |
| 2020-2021             | Paris Saint-Germain      | Ligue 1               | 21          | 1           | 2           | 6               | 0               | 0               | -                 | -                 | -                 | 1          | 0          | 0          | C1                             | 8                              | 0                              | 1                              | 36    | 1     | 3     |
| 2021-2022             | Paris Saint-Germain      | Ligue 1               | 15          | 1           | 1           | 2               | 0               | 0               | -                 | -                 | -                 | -          | -          | -          | C1                             | 5                              | 0                              | 0                              | 22    | 1     | 1     |
| 2022-2023             | Paris Saint-Germain      | Ligue 1               | 3           | 0           | 1           | 0               | 0               | 0               | -                 | -                 | -                 | 1          | 0          | 0          | C1                             | 0                              | 0                              | 0                              | 4     | 0     | 1     |
| Sous-total            | Sous-total               | Sous-total            | 72          | 2           | 6           | 17              | 1               | 0               | 4                 | 0                 | 0                 | 3          | 0          | 0          | -                              | 21                             | 0                              | 1                              | 117   | 3     | 7     |
| 2022-2023             | Juventus FC (prêt)       | Serie A               | 25          | 1           | 0           | 2               | 0               | 0               | -                 | -                 | -                 | -          | -          | -          | C1+C3                          | 4+4                            | 0+0                            | 1+0                            | 35    | 1     | 1     |
| 2023-2024             | AS Rome                  | Serie A               | 34          | 3           | 5           | 2               | 0               | 0               | -                 | -                 | -                 | -          | -          | -          | C3                             | 13                             | 2                              | 2                              | 49    | 5     | 7     |
| 2024-2025             | AS Rome                  | Serie A               | 22          | 3           | 1           | 2               | 0               | 1               | -                 | -                 | -                 | -          | -          | -          | C3                             | 8                              | 1                              | 0                              | 32    | 4     | 2     |
| Sous-total            | Sous-total               | Sous-total            | 56          | 6           | 6           | 4               | 0               | 1               | -                 | -                 | -                 | -          | -          | -          | -                              | 21                             | 3                              | 2                              | 81    | 9     | 9     |
| Total sur la carrière | Total sur la carrière    | Total sur la carrière | 295         | 27          | 22          | 31              | 2               | 2               | 4                 | 0                 | 0                 | 4          | 0          | 0          | -                              | 79                             | 5                              | 7                              | 413   | 34    | 31    |

### En sélection nationale
| Saison                | Sélection             | Phases finales        | Phases finales | Phases finales | Phases finales | Éliminatoires CDM | Éliminatoires CDM | Éliminatoires CDM | Matchs amicaux | Matchs amicaux | Matchs amicaux | Total | Total | Total |
| Saison                | Sélection             | Compétition           | M              | B              | Pd             | M                 | B                 | Pd                | M              | B              | Pd             | M     | B     | Pd    |
| --------------------- | --------------------- | --------------------- | -------------- | -------------- | -------------- | ----------------- | ----------------- | ----------------- | -------------- | -------------- | -------------- | ----- | ----- | ----- |
| 2016-2017             | Argentine             | -                     | -              | -              | -              | -                 | -                 | -                 | 1              | 1              | 1              | 1     | 1     | 1     |
| 2017-2018             | Argentine             | -                     | -              | -              | -              | 1                 | 0                 | 0                 | 1              | 0              | 0              | 2     | 0     | 0     |
| 2018-2019             | Argentine             | Copa América 2019     | 6              | 0              | 0              | -                 | -                 | -                 | 9              | 0              | 0              | 15    | 0     | 0     |
| 2019-2020             | Argentine             | -                     | -              | -              | -              | -                 | -                 | -                 | 6              | 2              | 1              | 6     | 2     | 1     |
| 2020-2021             | Argentine             | Copa América 2021     | 6              | 0              | 0              | 6                 | 1                 | 1                 | -              | -              | -              | 12    | 1     | 1     |
| 2021-2022             | Argentine             | Finalissima 2022      | -              | -              | -              | 8                 | 0                 | 1                 | 1              | 0              | 0              | 9     | 0     | 1     |
| 2022-2023             | Argentine             | Coupe du monde 2022   | 5              | 0              | 0              | -                 | -                 | -                 | 4              | 1              | 1              | 9     | 1     | 1     |
| 2023-2024             | Argentine             | Copa América 2024     | 3              | 0              | 0              | 4                 | 0                 | 0                 | 4              | 0              | 0              | 11    | 0     | 0     |
| 2024-2025             | Argentine             | -                     | -              | -              | -              | 8                 | 0                 | 0                 | -              | -              | -              | 8     | 0     | 0     |
| Total sur la carrière | Total sur la carrière | Total sur la carrière | 20             | 0              | 0              | 27                | 1                 | 2                 | 26             | 4              | 3              | 73    | 5     | 5     |

### Buts internationaux
| 0   | Date              | Sél.                               | Lieu       | Résultat | Adversaire | Compétition | Détail       | Détail | Détail |
|     | Date              | Lieu                               | Adversaire | Résultat | Score      | Minute      | Compétition  | Sél.   |        |
| --- | ----------------- | ---------------------------------- | ---------- | -------- | ---------- | ----------- | ------------ | ------ | ------ |
| 1er | 13 juin 2017      | Stade national, Kallang, Singapour | Singapour  | V 6 - 0  | 4-0        | 74e         | Match amical | 1re    |        |
| 2e  | 10 septembre 2019 | Alamodome, San Antonio, États-Unis | Mexique    | V 4 - 0  | 3-0        | 33e         | Match amical | 20e    |        |

### Matchs internationaux
| Matchs internationaux de Leandro Paredes | Matchs internationaux de Leandro Paredes | Matchs internationaux de Leandro Paredes                | Matchs internationaux de Leandro Paredes | Matchs internationaux de Leandro Paredes | Matchs internationaux de Leandro Paredes | Matchs internationaux de Leandro Paredes                              |
| #                                        | Date                                     | Lieu                                                    | Adversaire                               | Résultat                                 | Compétition                              | Notes                                                                 |
| ---------------------------------------- | ---------------------------------------- | ------------------------------------------------------- | ---------------------------------------- | ---------------------------------------- | ---------------------------------------- | --------------------------------------------------------------------- |
| 1                                        | 13 juin 2017                             | Stade national, Kallang, Singapour                      | Singapour                                | V 6 - 0                                  | Match amical                             | Entre en jeu à la place de Manuel Lanzini à la 60e minute de jeu.     |
| 2                                        | 10 octobre 2017                          | Estadio Olímpico Atahualpa, Quito, Équateur             | Équateur                                 | V 3 - 1                                  | Éliminatoires Coupe du monde 2018        | Entre en jeu à la place d'Ángel Di María à la 84e minute de jeu.      |
| 3                                        | 23 mars 2018                             | Etihad Stadium, Manchester, Angleterre                  | Italie                                   | V 2 - 0                                  | Match amical                             | Titulaire, remplacé par Éver Banega à la 64e minute de jeu.           |
| 4                                        | 8 septembre 2018                         | Los Angeles Memorial Coliseum, Los Angeles, États-Unis  | Guatemala                                | V 3 - 0                                  | Match amical                             | Titulaire, remplacé par Santiago Ascacíbar à la 46e minute de jeu.    |
| 5                                        | 12 septembre 2018                        | MetLife Stadium, New York, États-Unis                   | Colombie                                 | N 0 - 0                                  | Match amical                             | Entre en jeu à la place de Maximiliano Meza à la 68e minute de jeu.   |
| 6                                        | 11 octobre 2018                          | Stade du Prince Faisal bin Fahd, Riyad, Arabie saoudite | Irak                                     | V 4 - 0                                  | Match amical                             | Titulaire, remplacé par Franco Cervi à la 60e minute de jeu.          |
| 7                                        | 16 octobre 2018                          | Stade Roi-Abdallah, Djeddah, Arabie saoudite            | Brésil                                   | D 0 - 1                                  | Match amical                             | Titulaire.                                                            |
| 8                                        | 17 novembre 2018                         | Stade Mario-Alberto-Kempes, Córdoba, Argentine          | Mexique                                  | V 2 - 0                                  | Match amical                             | Titulaire, remplacé par Gastón Giménez (en) à la 88e minute de jeu.   |
| 9                                        | 21 novembre 2018                         | Stade Malvinas-Argentinas, Mendoza, Argentine           | Mexique                                  | V 2 - 0                                  | Match amical                             | Entre en jeu à la place de Santiago Ascacíbar à la 55e minute de jeu. |

## Palmarès

### En club
| CA Boca Juniors (1)                                           | AS Rome                                                 | Zenit Saint-Pétersbourg (1)                     | Paris Saint-Germain (10) |
| ------------------------------------------------------------- | ------------------------------------------------------- | ----------------------------------------------- | --- |
| - Championnat d’Argentine (1) : - Champion : 2011 (Ouverture) | - Championnat d'Italie : - Vice-Champion : 2015 et 2017 | - Championnat de Russie (1) : - Champion : 2019 | - Ligue des champions : - Finaliste : 2020 - Ligue 1 (4) : - Champion : 2019, 2020, 2022 et 2023 - Vice-Champion : 2021 - Coupe de France (2) : - Vainqueur : 2020 et 2021 - Finaliste : 2019 - Coupe de la Ligue (1) : - Vainqueur : 2020 - Trophée des champions (3) : - Vainqueur : 2019, 2020 et 2022 |

### En sélection
| Argentine (3)                                                                                                |
| --- |
| - Copa América (2) : - Troisième : 2019 - Vainqueur : 2021 et 2024 - Coupe du Monde (1) : - Vainqueur : 2022 |

## Distinctions personnelles
- Membre de l'équipe type de la Copa América 2019.